# Hermann Wallich

Hermann Wallich, ca. 1870

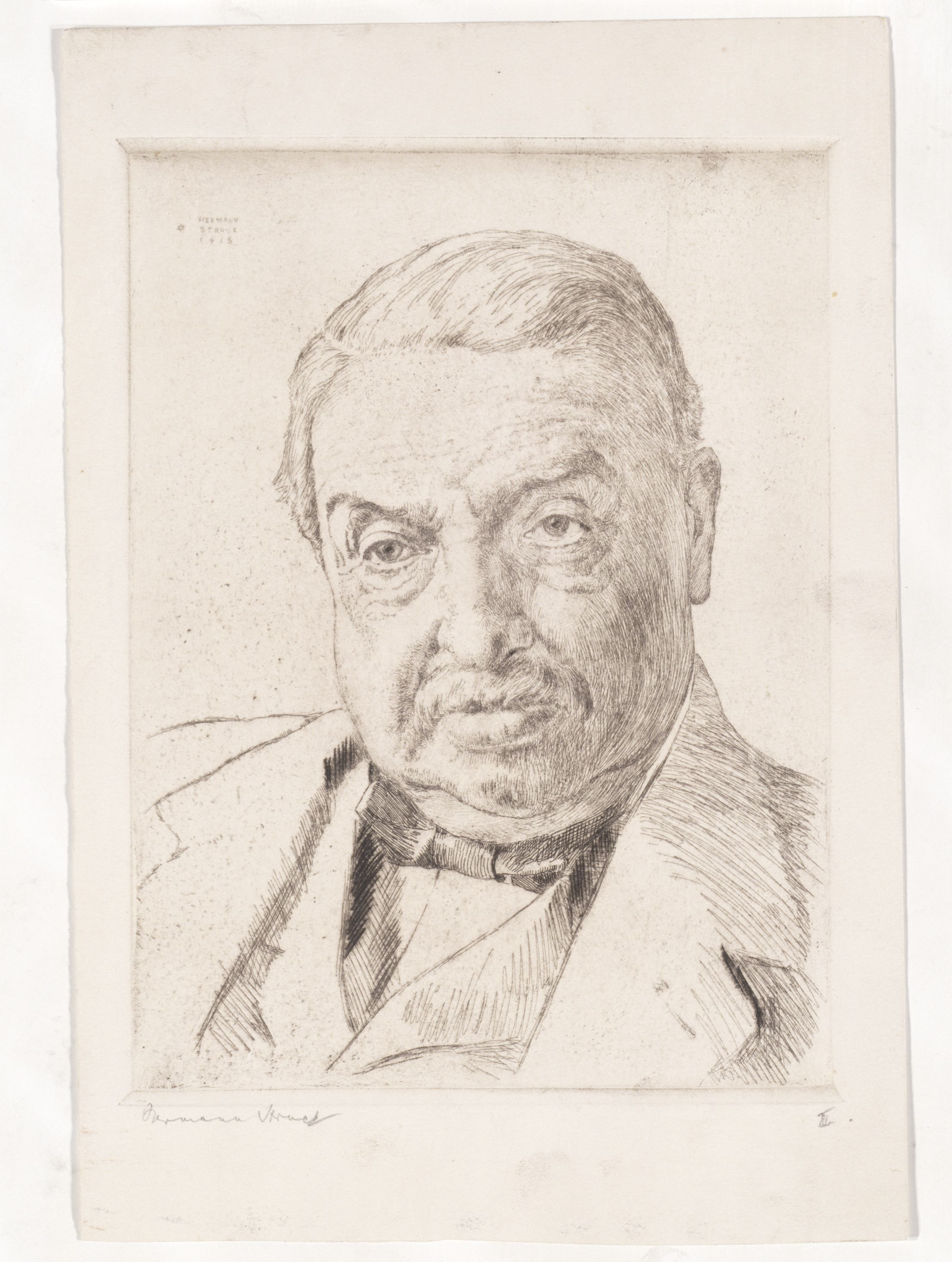
Hermann Wallich, 1913, Radierung von Hermann Struck

Hermann Wallich (* 28. Dezember 1833 in Bonn; † 30. April 1928 in Berlin) war ein deutscher Bankier.

## Leben
Wallich stammte aus einer im Rheinland ansässigen, jüdisch-orthodoxen Kaufmannsfamilie. Sein Vater Joseph betrieb einen Häutehandel. Nach dem Abschluss einer Banklehre in Köln arbeitete Wallich ab 1854 fünfzehn Jahre lang für verschiedene französische Bankhäuser, zuletzt als Leiter der Shanghai-Niederlassung des Comptoir d’Escompte.
1870 wurde Wallich auf Empfehlung Ludwig Bambergers in den Vorstand der soeben gegründeten Deutschen Bank berufen. In den darauffolgenden Jahrzehnten entwickelte sich die Deutsche Bank unter der Leitung Wallichs und Georg Siemens’ (später auch Max Steinthals und Rudolph Kochs) zu einer der bedeutendsten Großbanken Deutschlands. Wallich war dabei insbesondere für den Ausbau des Depositen- und Auslandsgeschäfts zuständig, während Siemens vor allem die Industriefinanzierung betrieb.
Siemens’ Biograph Karl Helfferich schilderte die Bedeutung Wallichs für die Deutsche Bank wie folgt:

„In ihm erhielt die Deutsche Bank von Anfang an eine ihrer allerwertvollsten Kräfte. ... Seine absolute Beherrschung des überseeischen Geschäfts, seine große kaufmännische Erfahrung, sein durchdringender Verstand und sein stets ruhig abwägendes Urteil - all diese Eigenschaften haben mitgeholfen, die Deutsche Bank zu dem zu machen, was sie heute ist. Wallich war die gegebene Ergänzung für Siemens, dessen Kraft in erster Linie bei der Konzeption großzügiger Geschäfte ... lag.“

1894 wechselte Wallich vom Vorstand in den Aufsichtsrat der Deutschen Bank, dessen Mitglied er bis zu seinem Tode blieb.
1875 heiratete Hermann Wallich Anna Jacoby. Das Paar hatte die Tochter Ilse (* 1880), die den Juristen und späteren Präsidenten des Deutschen und Preußischen Städtetages, Oskar Mulert (1881–1951), heiratete, und den Sohn Paul Wallich (1882–1938), der ebenfalls als Bankier tätig wurde. Wallich ließ seine Kinder lutherisch taufen, um ihre Assimilierung zu erleichtern; er selbst konvertierte nicht. 1877 trat Wallich der Gesellschaft der Freunde bei. 1878 erbte er von seinem Schwiegervater Moritz Jacoby die Villa Schöningen in Potsdam, ein 1843 vom Architekten Ludwig Persius erbautes klassizistisches Wohnhaus, das heute Teil des Berlin-Potsdamer UNESCO-Welterbes ist. In Berlin ließ er sich 1886 bis 1887 vom Architekturbüro Ende & Böckmann das Haus Wallich an der Bellevuestraße 18a erbauen, das er bis 1904 bewohnte.
Wallichs Enkel verließen während der Zeit des Nationalsozialismus Deutschland, darunter Henry C. Wallich (1914–1988), der später Professor für Ökonomie an der Universität Yale wurde und ein Standardwerk über das deutsche Wirtschaftswunder der 1950er Jahre verfasste ("The Mainsprings of the German Revival").